# ボスジムジャパン
ボスジムジャパン（Vos Gym Japan）およびヨハンボス・スポーツスクール（Johan Vos Sport　School）は、日本の格闘技のジム。

## 概要
ヨハン・ボスがオランダのアムステルダムに設立したボスジムで、内弟子として入門・修業した日本人格闘家兄弟の田島剛と田島洋がオープンした格闘技ジム。ヨハン・ボスがスーパーバイザーとなっている。
ヨハン・ボスの苗字のボス（Vos）がオランダ語で「キツネ」を意味することから、ボクシンググローブを付けた子ギツネが、ジムのロゴマークとなっている。
キックボクシング、ボクシング、ムエタイ、総合格闘技、柔術の他、ボクササイズのレッスンも行い、赤坂の他、埼玉県浦和、大宮のジムでもキックボクシングのレッスンを行っている。

## 主な所属選手
- 朱里（ストロー級キング・オブ・パンクラシスト、Krush-52kg王者）
- 三上ヘンリー大智
- 北斗拳太郎
- ハルク大城
- 影日"ポパイ"和徳